# Sân bay quốc tế Dallas-Forth Worth
Sân bay quốc tế Dallas/Forth Worth (IATA: DFW, ICAO: KDFW, LID FAA: DFW) là sân bay chính phục vụ vùng đô thị phức hợp Dallas–Fort Worth thuộc tiểu bang Texas, Hoa Kỳ.
Sân bay Dallas/Forth Worth là một sân bay quốc tế.
Sân bay có mã là DFW|KDFW, tọa lạc giữa hai thành phố Dallas và Forth Worth thuộc bang Texas. Về lưu lượng máy bay hoạt động, đây là sân bay tấp nập thứ 3 thế giới. Về lượng khách phục vụ, sân bay này tấp nập thứ 7 thế giới năm 2007 với tổng lượng khách là 59.784.876 khách. Về diện tích, đây là sân bay lớn nhất bang Texas, rộng thứ 2 Hoa Kỳ và rộng thứ tư thế giới với diện tích rộng hơn đảo Manhattan ở Thành phố New York. Đây là cửa ngõ quốc tế lớn thứ 10 của Hoa Kỳ, xếp sau Sân bay Quốc tế Honolulu ở tiểu bang Hawaii. Lưu trữ ngày 5 tháng 6 năm 2007 tại Wayback Machine Sân bay này gần đây được mệnh danh là "Sân bay vận chuyển hàng hóa tốt nhất thế giới" ("The Best Cargo Airport in the World") survey Lưu trữ ngày 8 tháng 2 năm 2008 tại Wayback Machine.
Sân bay này là trung tâm lớn nhất và chủ yếu của hãng American Airlines (800 chuyến bay xuất phát/ngày)(American Airlines là hãng hàng không lớn nhất thế giới; và cũng là trung tâm lớn nhất của hãng American Eagle - hãng hàng không lớn nhất khu vực. 84% các chuyến bay tại sân bay này do American Airlines cung cấp. Delta Air Lines đã ngưng chọn sân bay này làm trung tâm kể từ tháng 2/2005 trong một nỗ lực cắt giảm chi phí, các chuyến bay của hãng này đã giảm từ 256 chuyến bay thẳng/ngày xuống còn 21.
Kể từ tháng 12 năm 2018, Sân bay DFW có dịch vụ tới 244 điểm đến, bao gồm 62 điểm đến quốc tế và 182 điểm đến trong nước Mỹ  Vượt qua 200 điểm đến, DFW đã tham gia một nhóm nhỏ các sân bay trên toàn thế giới với sự khác biệt đó.
Sân bay quốc tế Dallas-Forth Worth có 7 đường cất hạ cánh:
- 17R/35L 13.401 ft hay 4.085 m bằng bê tông
- 18L/36R 13.400 ft hay 4.084 m bằng bê tông
- 18R/36L 13.400 ft hay 4.084 m bằng bê tông
- 17C/35C 13.401 ft hay 4.085 m bằng bê tông
- 13R/31L 9.301 ft hay 2.835 m bằng bê tông
- 13L/31R 9.000 ft hay 2.743 m bằng bê tông
- 17L/35R 8.500 ft hay 2.591 m bằng bê tông

## Hãng hàng không và tuyến bay

Sơ đồ sân bay DFW

American Airlines và American Eagle hiện diện phần lớn ở nhà ga này. Hãng hàng không lớn nhất thế giới về lượng khách vận chuyển hoạt động tại trung tâm lớn nhất của mình tại sân bay này. Hai hãng này hoạt động tại 4/5 nhà ga của sân bay. Terminal A hoàn toàn do American Airlines và American Eagle chiếm giữ cho các chuyến bay quốc nội. Trước khi mở cửa nhà ga D, nhà ga A đảm trách phần lớn các chuyến bay quốc tế của AA tại sân bay này
| Hãng hàng không                        | Các điểm đến | Nhà ga             |
| -------------------------------------- | --- | ------------------ |
| Aeroméxico Connect                     | Thành phố México | D                  |
| Air Canada Express                     | Toronto–Pearson | E                  |
| Alaska Airlines                        | Portland (OR), Seattle/Tacoma | E                  |
| American Airlines                      | Albuquerque, Atlanta, Austin, Baltimore, Birmingham (AL), Boston, Charlotte, Chicago–O'Hare, Cleveland, Colorado Springs, Columbus (OH), Corpus Christi, Dayton, Denver, Des Moines, Detroit, Eagle/Vail, El Paso, Fayetteville (AR), Fort Lauderdale, Fort Myers, Fresno, Hartford, Honolulu, Houston-Intercontinental, Huntsville, Indianapolis, Jacksonville, Kahului, Kansas City, Las Vegas, Little Rock, Los Angeles, Louisville, Lubbock, McAllen, Memphis, Miami, Milwaukee, Minneapolis/St. Paul, Nashville, New Orleans, New York-JFK, New York-LaGuardia, Newark, Norfolk, Oklahoma City, Omaha, Ontario, Orange County, Orlando, Palm Springs, Philadelphia, Phoenix, Pittsburgh, Portland (OR), Raleigh/Durham, Reno/Tahoe, Richmond, Sacramento, St. Louis, Salt Lake City, San Antonio, San Diego, San Francisco, San Jose (CA), San Juan, Seattle/Tacoma, Tampa, Tucson, Tulsa, Washington-Dulles, Washington-National, West Palm Beach, Wichita Theo mùa: Anchorage, Gunnison/Crested Butte, Hayden/Steamboat Springs, Houston-Hobby, Jackson Hole, Pensacola | A, C, D            |
| American Airlines                      | Bắc Kinh-Thủ đô (bắt đầu từ ngày 7/5/2015), Belize City, Bogotá, Buenos Aires–Ezeiza, Calgary, Cancún, Cozumel, Edmonton, Frankfurt, Grand Cayman (bắt đầu từ ngày 6/6/2015), Guadalajara, Guatemala City, Hong Kong, León/Del Bajío, Liberia (CR), Lima, London‑Heathrow, Madrid, Managua (bắt đầu từ ngày ngày 6 tháng 6 năm 2015), Thành phố México, Monterrey, Montréal-Trudeau, Montego Bay, Nassau, Paris‑Charles de Gaulle, Panama City, Puerto Vallarta, Roatan (kết thúc từ ngày 15/8/2015), San José de Costa Rica, San José del Cabo, San Salvador, Santiago de Chile, São Paulo‑Guarulhos, Seoul‑Incheon, Thượng Hải-Phố Đông, Tokyo–Narita, Toronto–Pearson, Vancouver Theo mùa: Ixtapa/Zihuatanejo, Providenciales | D                  |
| American Eagle                         | Abilene, Albuquerque, Alexandria, Amarillo, Baton Rouge, Beaumont, Birmingham (AL), Bismarck, Bloomington/Normal, Brownsville, Cedar Rapids/Iowa City, Charleston (WV) (kết thúc từ ngày 3 tháng 6, năm 2015), Champaign/Urbana, Charleston (SC), Chattanooga, Cincinnati, Cleveland, College Station, Colorado Springs, Columbia (MO), Columbia (SC), Corpus Christi, Dayton, Des Moines, Durango (CO), Evansville, Fargo, Fayetteville (AR), Fort Smith, Fort Walton Beach, Fort Wayne, Garden City, Grand Island, Grand Junction, Grand Rapids, Greensboro, Greenville/Spartanburg, Gulfport/Biloxi, Hattiesburg/Laurel (MS), Houston-Hobby, Huntsville, Jackson (MS), Joplin, Killeen/Fort Hood, Knoxville, Lafayette, Lake Charles, Laredo, Lawton, Lexington, Little Rock, Longview, Louisville, Lubbock, Madison, Manhattan (KS), Meridian (MS), Midland-Odessa, Milwaukee, Mobile, Moline/Quad Cities, Monroe, Montgomery, Montrose/Telluride, Oklahoma City, Pensacola, Peoria, Rapid City, Roswell, San Angelo, Santa Fe, Savannah, Shreveport, Sioux Falls, Springfield (IL), Springfield/Branson, Tallahassee, Texarkana, Tulsa, Tyler, Waco, Wichita, Wichita Falls Theo mùa: Aspen, Montrose | B, D               |
| American Eagle                         | Aguascalientes, Chihuahua, Guadalajara, León/Del Bajío, Mazatlán, Morelia, Puebla, Queretaro, San Luis Potosí, Torreón/Gómez Palacio, Zacatecas | D                  |
| Avianca El Salvador                    | San Salvador | D                  |
| Boutique Air                           | Clovis (NM) | Corporate Aviation |
| British Airways                        | London–Heathrow | D                  |
| Cayman Airways                         | Theo mùa: Grand Cayman | D                  |
| Delta Air Lines                        | Atlanta, Detroit, Salt Lake City | E                  |
| Delta Connection                       | Cincinnati, Detroit, Los Angeles, Minneapolis/St. Paul, New York-JFK, New York–LaGuardia, Salt Lake City | E                  |
| Emirates                               | Dubai-International | D                  |
| Etihad Airways                         | Abu Dhabi | D                  |
| Frontier Airlines                      | Cincinnati, Denver | E                  |
| JetBlue Airways                        | Boston | E                  |
| Japan Airlines                         | Tokyo-Narita | E                  |
| KLM                                    | Theo mùa: Amsterdam | D                  |
| Korean Air                             | Seoul-Incheon | D                  |
| Lufthansa                              | Frankfurt | D                  |
| Qantas                                 | Sydney | D                  |
| Qatar Airways                          | Doha | D                  |
| Spirit Airlines                        | Atlanta, Baltimore, Chicago–O'Hare, Cleveland, Denver, Detroit, Fort Lauderdale, Kansas City, Las Vegas, Los Angeles, Minneapolis/St. Paul, New Orleans, New York–LaGuardia, Oakland, Orlando, Philadelphia, Phoenix, San Diego, Tampa Theo mùa: Boston, Fort Myers, Myrtle Beach, Portland (OR) | E                  |
| Spirit Airlines International Arrivals | Cancun, San Jose Del Cabo | D                  |
| Sun Country Airlines                   | Cancún, Minneapolis/St. Paul Theo mùa: Cozumel, Harlingen, Montego Bay, Puerto Vallarta, Punta Cana | D                  |
| Texas Sky Airways vận hành bởi CFM     | Austin, Victoria (TX) | D                  |
| United Airlines                        | Chicago-O'Hare, Denver, Houston-Intercontinental, Newark, San Francisco, Washington-Dulles | E                  |
| United Express                         | Chicago-O'Hare, Denver, Houston-Intercontinental, Los Angeles, Newark, San Francisco, Washington-Dulles | E                  |
| US Airways                             | Charlotte, Philadelphia, Phoenix, | E                  |
| VivaAerobus                            | Guadalajara, Monterrey (both begin Tháng 3 năm 28, 2015) | D                  |
| Volaris                                | Guadalajara (bắt đầu từ ngày Tháng 4 năm 29, 2015) | D                  |
| WestJet                                | Theo mùa: Calgary | E                  |